# Артур Авіла
Артур Авіла (порт. Artur Ávila Cordeiro de Melo; нар. 23 червня 1979, Ріо-де-Жанейро) — бразильський математик, що працює в основному в області динамічних систем і спектральної теорії. Лауреат Філдсівської премії (2014 року).